# Том Едлефсен
Том Едлефсен (англ. Tom Edlefsen; нар. 12 грудня 1941) — колишній американський тенісист.
Найвищу одиночну позицію світового рейтингу — 94 місце досяг 3 червня, 1974 року.
Здобув 1 одиночний та 1 парний титул.
Найвищим досягненням на турнірах Великого шолома було 4 коло в одиночному розряді.

## Фінали турнірів Гран-прі/WCT за кар'єру

### Одиночний розряд: 1 (1–0)
| Результат | W/L | Рік  | Турнір           | Покриття | Суперник        | Рахунок  |
| --------- | --- | ---- | ---------------- | -------- | --------------- | -------- |
| Перемога  | 1–0 | 1972 | Канзас-Сіті, США | Килим    | Ерік ван Діллен | 6–3, 6–3 |

### Парний розряд: 3 (1–2)
| Результат | W/L | Рік  | Турнір               | Покриття | Партнер                | Суперники                    | Рахунок  |
| --------- | --- | ---- | -------------------- | -------- | ---------------------- | ---------------------------- | -------- |
| Перемога  | 1–0 | 1972 | Вашингтон, США       | Килим    | Кліфф Річі             | Кларк Гребнер Томас Кош      | 6–4, 6–3 |
| Поразка   | 1–1 | 1974 | Барселона, Іспанія   | Килим    | Том Леонард (тенісист) | Артур Еш Роско Теннер        | 3–6, 4–6 |
| Поразка   | 1–2 | 1974 | Тусон (Аризона), США | Тверде   | Мануель Орантес        | Чарлі Пасарелл Шервуд Стюарт | 4–6, 4–6 |